# Choi Young-sool
Choi Young-sool o Choi Yong-sul (20 de julio de 1904, Chung Chong - agosto de 1986). Fue un gran maestro marcial coreano que desarrolló lo que al principio llamó yawara (otro nombre para el ju-jutsu japonés clásico), para luego llamarlo Yu Kwon Sul, y finalmente Hapkido. 

## Biografía
El Dojunim (gran maestro) Choi Yong-sul nació en julio de 1904, en la provincia de Chung Chong, Corea del Sur. Según relató el mismo Choi fue secuestrado de niño por un comerciante de dulces japonés de nombre Ogichi Yamada que había perdido su propio hijo y adoptó a Choi. Choi se mostró como un niño muy problemático a consecuencia de las innumerables peleas en las que participaba y el fabricante de caramelos decide abandonarlo en las calles de Moji, Japón. Choi llega a Osaka como mendigo, luego de ser detenido por la policía es enviado a un templo Budista que servía como orfanato en Kioto. El abad del templo era un monje de nombre Wantanabe Kintaro. Choi permaneció dos difíciles años en el templo, continuando con su mal comportamiento, hasta que el monje le pregunta que desea ser, a lo que el niño señala las paredes del templo donde se representaban los guerreros, y decide que entre a aprender Daito-Ryu Aiki Jujutsu con su amigo el maestro de artes marciales del clan samurái Takeda, Sōkaku Takeda, a quien por años le consideró como su amo. Trabajando como sirviente en la casa del maestro.

## Instrucción en Daito-Ryu Aiki-Jujutsu
El maestro Takeda, era una persona muy orgullosa de su origen al ser descendiente directo de los guerreros samurái, por lo que aceptó como alumno a Choi Young-sul, con la condición de que adoptara un nombre japonés (Yoshida Asao, 吉田朝男) y que se olvidara de las costumbres coreanas, por lo que le estaba totalmente prohibido incluso hablar en su lengua natal. Desde 1913 hasta la muerte de Takeda Sokaku en 1943 Choi Young-sul aprendió con Takeda, Choi siempre dijo que el maestro Takeda le entregó un certificado de maestría (Menkyo kaiden) del estilo Daito Ryu Aikijujutsu. Pero que este le fue robado junto con su equipaje en su viaje de retorno a Corea, por lo que nunca se ha podido verificar la historia ya que no quedaron registros en los documentos que el maestro Takeda Sokaku almacenaba en su hogar. Sin embargo la gran mayoría de las técnicas de lanzamiento y de luxaciones articulares, del hapkido son demasiado similares técnicamente a las del arte marcial japonés del aikido descendiente diracto del Daito ryu, desarrollado a su vez por el maestro Morihei Ueshiba, (siendo este el alumno más famoso del maestro Takeda) lo cual verifica lo afirmado por el maestro Choi.

## El Daito-Ryu Aiki-Jujutsu en Corea
Finalizada la Segunda Guerra Mundial (1939 - 1945) y siendo liberada Corea de la ocupación japonesa. Choi de 30 años al igual que muchos compatriotas, regresa a Corea. Se establece en el pueblo de Taegu, para ganarse la vida como criador de cerdos.
Eran tiempos muy duros, y Choi se levantaba temprano para ir a la fábrica de cervezas de Suh, y conseguir la turba del grano sobrante de la fabricación de cervezas para alimentar a los cerdos. Un buen día Seo Bok-seob, propietario de la cervecería, observó como varios hombres peleaban por dicha turba, y que un pequeño hombre con gran habilidad y empleando unas técnicas de defensa personal desconocidas para el, se defendía con gran facilidad de sus agresores. Suh practicaba Judo japonés, así que intrigado mandó llamar a Choi y después de conversar, acordaron que Choi le enseñaría ese arte marcial tan diferente, y a cambio èl le daría la turba que necesitase.
Dicho lo cual empezaron los entrenamientos en el gimnasio de la cervecería. Choi le enseñó a Suh Bok Sup el arte marcial del Daito Ryu Aikijujutsu (conocido también con el nombre genérico de Yawara), que él había aprendido del maestro Sokaku Takeda.

## El nacimiento delHapkido
Después de la guerra de Corea (1950 - 1953), las artes marciales japonesas no eran ya apreciadas en la Corea nacionalista, así que Choi optó por cambiar el nombre del estilo por uno más coreano llamándolo Yu Kwan Sul. Aprovechando la similitud entre su apellido y la palabra coreana que significa técnica equivalente a Jutsu en japonés. Posteriormente tras la influencia de Suh el nombre evolucionó hasta convertirse en el Hapki Yu Kwan Sul, para posteriormente de la mano de Ji Han-jae, el segundo alumno del maestro Choi, pasó a convertirse en el Hapkido actual. Choi Young-sul fallece en agosto de 1986 a la edad de 82 años y fue enterrado en Taegu.

## Sucesores
En 1982, cuatro años antes de su fallecimiento, Choi realizó una gira por Estados Unidos visitando varias escuelas, como la de Rim Jong Bae, y según testigos expresó su deseo que su alumno Chang Chinil (Jang Jin-il) fuera su sucesor.
Sin embargo muchos son los que se autodefinen como sucesores de Choi, después del fallecimiento de su hijo Choi Bok-yeol en 1987, su alumno Kim Yun-sang en el año 2000, se convirtió en el 3.er doju. Kim Yun-sang fue promovido con la activa participación de la familia de Choi.
Otro prominente discípulo de Choi Yong-sul es Lim Hyun-soo. Estudió con Choi durante 19 años y es uno de los pocos que fue promovido a 9º grado de cinturón negro por Choi. Lim fundó y se mantiene como presidente del Jungki Kwan una importante organización de conexión con la historia del Hapkido y la preservación de las técnicas originales del maestro Choi Yong-sul.